# 島唄 (ウチナーグチ・ヴァージョン)
「島唄 (ウチナーグチ・ヴァージョン)」（しまうた ウチナーグチ・ヴァージョン）は、日本の音楽グループであるTHE BOOMが1992年12月12日に発表した9枚目のシングル。

## 背景
表題曲は、瑞穂酒造の泡盛「クロッシー」のCMソングに起用された。
このシングルのジャケットには「島唄」と書いてあるだけで、『ウチナーグチ・ヴァージョン』というような表記はない。THE BOOMが発表したCDで『ウチナーグチ・ヴァージョン』と表記されたのは1999年にリリースされた『Singles +』が最初。この「島唄 (ウチナーグチ・ヴァージョン)」は発売の10か月以上も前にレコーディングされていた。

## 音楽性
カップリング曲「ひゃくまんつぶの涙」は、初めて沖縄音階を取り入れた曲であり、アルバム『JAPANESKA』に収録されている。こちらは明るめのカチャーシー調の曲だが、歌詞は「島唄」と同様に沖縄戦で亡くなった同胞のことが独特の比喩を用いて歌われている。「ひゃくまん」とは沖縄戦での犠牲者数である。しかし、厳密には犠牲者は100万人ではなく、戦死者・行方不明者が94,136人、沖縄県民間人死者が94,000人で、100万人には満たない。つまり約100万人と言う事である。
『島唄 (オリジナル・ヴァージョン)』のカップリングでもある。

## 紅白歌合戦での披露
1993年に行われた『第44回NHK紅白歌合戦』に出場し、ウチナーグチ・ヴァージョンを披露した。しかし、コンサートなどでこちらのヴァージョンが歌われることは滅多にない。

## 記録
当初「沖縄の人に聴いて欲しい」という思いから、沖縄限定で発売したところヒットし、後に全国発売された。翌年に発売された「オリジナル・ヴァージョン」の売り上げに便乗するような形で本作もヒットし、最高14位まで上昇した。最終的な出荷枚数は50万枚。

## 収録曲
| 全作詞・作曲: 宮沢和史、全編曲: THE BOOM。 |                                |          |            |      |
| #                                          | タイトル                       | 作詞     | 作曲・編曲 | 時間 |
| 1.                                         | 「島唄」                       | 宮沢和史 | 宮沢和史   | 5:05 |
| 2.                                         | 「ひゃくまんつぶの涙」         | 宮沢和史 | 宮沢和史   | 3:17 |
| 3.                                         | 「島唄」(オリジナル・カラオケ) | 宮沢和史 | 宮沢和史   | 5:05 |
| 合計時間:                                  | 合計時間:                      | 13:27    |            |      |